# François Rasse
François Adolphe Jean Jules Rasse (Helkijn, 27 januari 1873 – Elsene, 4 januari 1955) was een Belgisch violist, dirigent en componist.

## Persoonlijk
Hij was zoon van handelaar Adolphe Rasse en Hortense Julie Jeanne Victoire Brogniez. Hij huwde Blanche Henriette Hubertine Panhuijs, met wie hij drie kinderen kreeg. 

## Leven en werk
Hoewel al in 1880 naar Brussel verhuisd, begon hij pas laat met muziek. Hij ging op zijn twintigste viool studeren aan het Koninklijk Conservatorium Brussel bij Eugène Ysaÿe. In 1896 kreeg hij een eerste prijs toebedeeld. Voorts studeerde hij compositieleer bij Gustave Huberti en François-Auguste Gevaert. Dit leverde hem in 1895 een eerste prijs op en in 1899 de Belgische Prix de Rome voor de cantate Cloches nuptiales.
Hij was vanaf 1902  operadirigent van het orkest van de Koninklijke Muntschouwburg en stapte in 1907 over naar het orkest van het Capitole te Toulouse. Hij gaf tientallen concerten in onder meer het Casino-Kursaal Oostende. Hij was in het seizoen 1908-1909 verbonden aan de Noord Nederlandsche Opera in Amsterdam waar hij elf producties dirigeerde, waaronder zijn eigen opera Déidamia. Hij woonde toen met zijn gezin aan de Nieuwe Spiegelstraat 39 te Amsterdam. In dat seizoen stond hij ook een keer voor het Concertgebouworkest in Amsterdam.
In 1910 was hij terug in Brussel bij de Koninklijke Munt. Hij was toen tevens muziekdocent. In het seizoen 1919-1920 was hij terug in het Amsterdamse Concertgebouw om acht concerten te leiden, onder meer in eigen werk. In 1920 volgde het docentschap harmonieleer aan het Brussels conservatorium. Hij werd ook dirigent aan de muziekschool van Sint-Joost-ten-Node, maar wisselde beide functies in 1925 in voor het directeurschap van het Koninklijk Conservatorium Luik. Ondertussen leidde hij van 1921 tot 1928 de winterconcerten in Gent en was daarnaast van 1922 tot 1932 vaste dirigent van het orkest van het Casino-Kursaal Oostende.
Vanaf 1933 was hij lid van de Académie royale des sciences, des lettres et des beaux-arts de Belgique. In 1938 ging hij als conservatoriumdirecteur met pensioen en trok zich terug in Brussel.

## Componist
In aanvulling op bovenstaande werkzaamheden vond hij tijd om te componeren. Hij schreef in allerlei genres: Déidamia en Sœur Béatrice zijn titels van zijn opera’s, Le maitre a danser is zijn ballet. Verder schreef hij onder meer drie symfonieën, andere werken voor orkest, strijkkwartetten en andere kamermuziek. Zijn werken waren traditioneel in de stijl van de romantiek. Hij was ook muziekrecensent bij Le Soir.

## Composities (selectie)

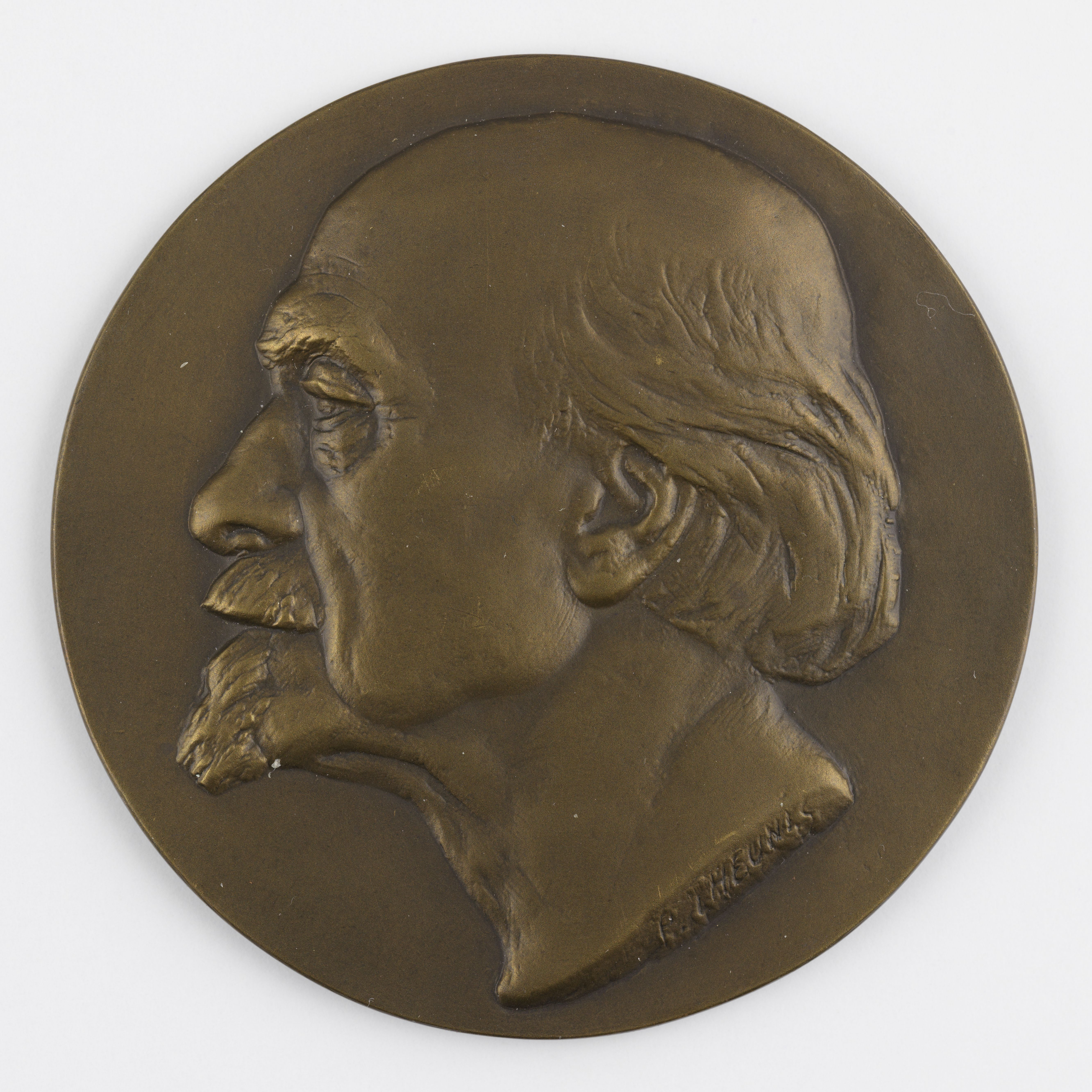
Penning met portret van François Rasse door medailleur Pierre Theunis

### Theatermuziek

#### Opera's
- Déidamia (1905), 'drame lyrique' in drie bedrijven, libretto van Lucien Solvay naar Alfred de Musset, première Muntschouwburg 5 april 1906.
- Sœur Béatrice (1938), opera in drie bedrijven, libretto van Maurice Maeterlinck, première Muntschouwburg 22 december 1944.

#### Balletmuziek
- Le Maître à danser (1908), choreografie van François Ambrosiny

### Symfonische muziek

#### Symfonieën
- Symphonie romantique (1901)
- Symphonie mélodique (1903)
- Symphonie rythmique (1908)

#### Symfonische gedichten
- Douleur (1911)
- Joie (1925)
- Aspiration (1946)

#### Overige orkestwerken
- Pour une tragédie (1929)
- Vier Suites
- 6 Danses (1939)
- Joyeuse marche militaire (1944)

### Concertante muziek
- Vioolconcert (1906)
- Poème concertant voor piano en orkest (1918)
- Improvvisata voor trompet en orkest (1928)
- La Dryade voor klarinet en orkest (1943)
- Lamento voor cello en orkest (1952)

### Kamermuziek
- 3 pianotrio's (1897, 1911, 1951)
- 2 strijkkwartetten (1906, 1950)
- Pianokwintet (1914)
- Pianokwartet (1941)
- Sonate voor piano en viool
- Sonate voor piano en cello

### Pianomuziek
- Pour Suzanne, drie bundels

### Liederen
- 5 Mélodies (1893)
- 10 Chants de la guerre met orkest (1918)
- Le Chant éternel, cyclus(1924)
- La Chanson d'Ève, cyclus (1931)